# Andrena ezoensis
Andrena ezoensis är en biart som beskrevs av Hirashima 1965. Andrena ezoensis ingår i släktet sandbin, och familjen grävbin. Inga underarter finns listade i Catalogue of Life.